# アイアンガール
『アイアンガール』 (IRON GIRL) は、明日花キララ主演のSFアクション映画。監督・脚本は長嶺正俊。アクション監督は柴原孝典。シリーズ第1作であるが、続編とは主演キャラクターが同一である以外、設定などのつながりはない。キャッチコピーは「鋼鉄の救世主降臨」。

## 概要
2012年7月21日公開。主演の明日花キララがアイアンガールを演じるシリーズ第1弾。PG12指定。
明日花の主演作『女囚701号 さそり外伝』（2011年10月7日公開）がアジア圏で人気を得ていたことから企画された。明日花は詳細な設定が決まる以前から敵役の虎牙光揮から直々にアクションを習い、特に回し蹴りのやり方を徹底的に磨いた。一方、監督には「回し蹴りしかできない」と言われたという。演技の技量を埋めるため、助演は特撮作品の出身者で固められている。
本作品以降、アイアンガールは早乙女クリスと名乗るが、本作品では名前の記憶も失っており、名前はラストシーンで明らかになる。

## ストーリー
荒廃した大地の広がる、とある村。ここはならず者の集団クレイジードックスに制圧され、村人たちは怯え隠れるように暮らしていた。ある日、花を摘んでいた少女がクレイジードッグス”に襲われる。そこに唐突に表れたのは強化スーツに身を包む「アイアンガール」。クレイジードッグスを一蹴するアイアンガールは村人たちに救世主と迎えられる。
記憶を失い自分が何者なのかわからないアイアンガール。報復に怯える半面、救世主がやってきたことで蜂起する村の若者たち。そして姿を現す無法者集団のボス・ジョー。壮絶な戦いの渦中で明らかになる真実とは。

## 登場人物
- アイアンガール - 明日花キララ
  - 全身を強化スーツで覆う女性戦士。村到着以前の記憶は失っており、前述のように名前も不詳。身なりから「アイアンガール」、クレイジー・ジョーからは「鉄女」と呼ばれる。本作品ではフード付きの革のマントに身を包み登場。戦闘シーンでも前半は概ねマントを纏い闘う。村の若者たち有志に戦闘術を教え、指を鳴らすのが戦闘モードスタートの合図となっている。強化スーツの下は人間同様の体をしているが改造されており、スーツの下はすぐに裸。設定上だけでなく実際にノーブラで装着している[3]。
- アンヌ - 秋山莉奈
  - クレイジードッグスからアルファ109（イチマルキュー）と呼ばれる村に住む女性。ワタルとは幼馴染。闘う姿に勇気を得たため、アイアンガールをお姉ちゃんと慕う。
- ワタル - 栩原楽人
  - 蜂起した村の若者の一人。アンヌから弱虫と指差されるが、アイアンガールから格闘術を習い、ジャーマンスープレックスを得意とする。背が低く「ちんくりん」と言われると我を忘れてしまう。
- ビリー - 古原靖久
  - クレイドッグスの下っ端。サボテン使い。実は洗脳されたアンヌの兄。本名はイサム。
- ケン - 城戸裕次
  - 村の若者の一人。アイアンガールの外見が華奢な女性なため当初は見下していた。戦闘力は低いが、様々な場面でアイアンガールをアシストする。
- クレイジー・ジョー - 虎牙光揮
  - クレイジードッグスのボス。なよなよした口調でクレイジードッグスに指令を下す。村人たち曰くオカマ。しかしアイアンガールを捉えた際にはアンヌを強姦するなど性的指向は不明。カトリーヌとは恋人のような睦まじさを見せるが、カトリーヌ死亡の際には足蹴にした上で「誰か捨てといてー」とあくまで戦力としてしか見ていなかった。
- カトリーヌ - 船津未帆
  - クレイジー・ジョーの側近。ジョーに寄り添いアイアンガールを欲しがるなど彼女のような存在で、アイアンガールからは「キモカップル」、「ドブス」と呼ばれる。短剣および鞭の使い手。
- 長老 - 野口雅弘
  - 古文書を持つ50代ほどの人物。村のまとめ役。
- 腹に入れ墨のあるデブ戦士 - たかし
  - アイアンガールにデブ、不細工とののしられたクレイジードッグスの参謀格。

## スタッフ
- 監督 - 長嶺正俊
- 製作 - 梅村昭夫、金澤宏次、平井文宏、アントニオ・ブルワー、林瑞峰
- プロデューサー - 元信克則、臼木基晴、茶ノ前香、穂山賢一、佐藤太一
- 脚本 - 長嶺正俊、石塚喜之
- 企画 - 斎藤正明、西谷政仁、大島満、高津戸顕
- 撮影 - 湯浅弘章
- 特殊効果 - 岩田安司
- 衣裳デザイン - 岡本佳子
- 音楽 - MASASHI
- 録音 - 日高成幸、上條慎太郎
- 助監督 - 金子功
- 照明 - 関輝久
- アクション監督 - 柴原孝典
- 制作協力 - ZENITH
- 制作プロダクション - ユニオン映画
- 制作著作 - IRON GIRL制作委員会（クレイ、ユニオン映画、VAP、プラステス、ヒューマックスコミュニケーションズ）
- 配給 - アーク・フィルムズ